# Мирша (Росія)
Мирша (рос. Мирша) — присілок в Дальнеконстантиновському районі Нижньогородської області Російської Федерації.
Населення становить 57 осіб. Входить до складу муніципального утворення Кужутська сільрада.

## Історія
Від 2009 року входить до складу муніципального утворення Кужутська сільрада.

## Населення
| 2002 | 2010 |
| ---- | ---- |
| 77   | ↘57  |